# Tolga, Algeriet
Tolga är en ort i Algeriet.   Den ligger i provinsen Biskra, i den norra delen av landet, 300 km sydost om huvudstaden Alger. Tolga ligger 161 meter över havet och antalet invånare är 68 246.
Terrängen runt Tolga är platt åt sydost, men åt nordväst är den kuperad. Runt Tolga är det ganska glesbefolkat, med 34 invånare per kvadratkilometer. Det finns inga andra samhällen i närheten. Trakten runt Tolga är ofruktbar med lite eller ingen växtlighet.